# Toscana phlebovirus
Il virus Toscana (TOSV, Toscana phlebovirus) è un arbovirus a RNA a polarità negativa del genere Phlebovirus, famiglia Phenuiviridae, ordine Bunyavirales, isolato per la prima volta in Toscana dalla virologa Paola Verani nel 1971 a Monte Argentario (GR) da Phlebotomus perniciosus e Phlebotomus perfiliewi, dalle cui punture può essere trasmesso all'uomo causando patologie quali la febbre da pappataci e alcune forme di encefalite e di meningoencefalite.
TOSV si caratterizza per un corpo avvolto a sfera con un diametro compreso tra gli 80 e i 120 nm, all'interno del nucleocapside si articola il genoma a RNA a polarità negativa suddiviso in tre distinti segmenti: L, di circa 6400 nucleotidi, che codifica per la polimerasi virale; M, di circa 4200 nucleotidi, che codifica per le glicoproteine strutturali; S, di circa 1900 nucleotidi, che codifica per le proteine nucleiche.
I tassi di infezione raggiungono il picco nel periodo compreso tra maggio e ottobre, mentre la diffusione del virus oltre all'Italia centrale interessa anche altri paesi mediterranei (penisola Iberica, Francia, Croazia, Grecia, Cipro e Turchia). TOSV risulta tra i tre virus più diffusi (con enterovirus e herpesvirus) associati a casi di meningite durante l'estate.
La diagnosi di laboratorio di infezione da virus Toscana avviene prevalentemente attraverso il test ELISA, e l'immunofluorescenza.